# Pseudapocryptes borneensis
Pseudapocryptes borneensis — вид риб родини Оксудеркових (Oxudercidae).

## Опис
Риба сягає завдовжки близько 12 см.

## Поширення
Риба поширена у Південно-Східній Азії. Мешкає у мулистих лиманах і припливній зоні річок. Живе в глибоких норах. Іноді продають на ринках в дельті Меконгу.